# USS Stockdale (DDG-106)
USS Stockdale (DDG-106) — 54-й эскадренный миноносец из серии запланированных к 13 сентября 2002 г. 62 эсминцев УРО типа «Арли Бёрк», строительство которых было одобрено Конгрессом США. Назван в честь вице-адмирала Джеймса Стокдейла. Введён в состав американского флота в Порт-Хуэнеме 18 апреля 2009 года.